# Litani (Sydamerika)

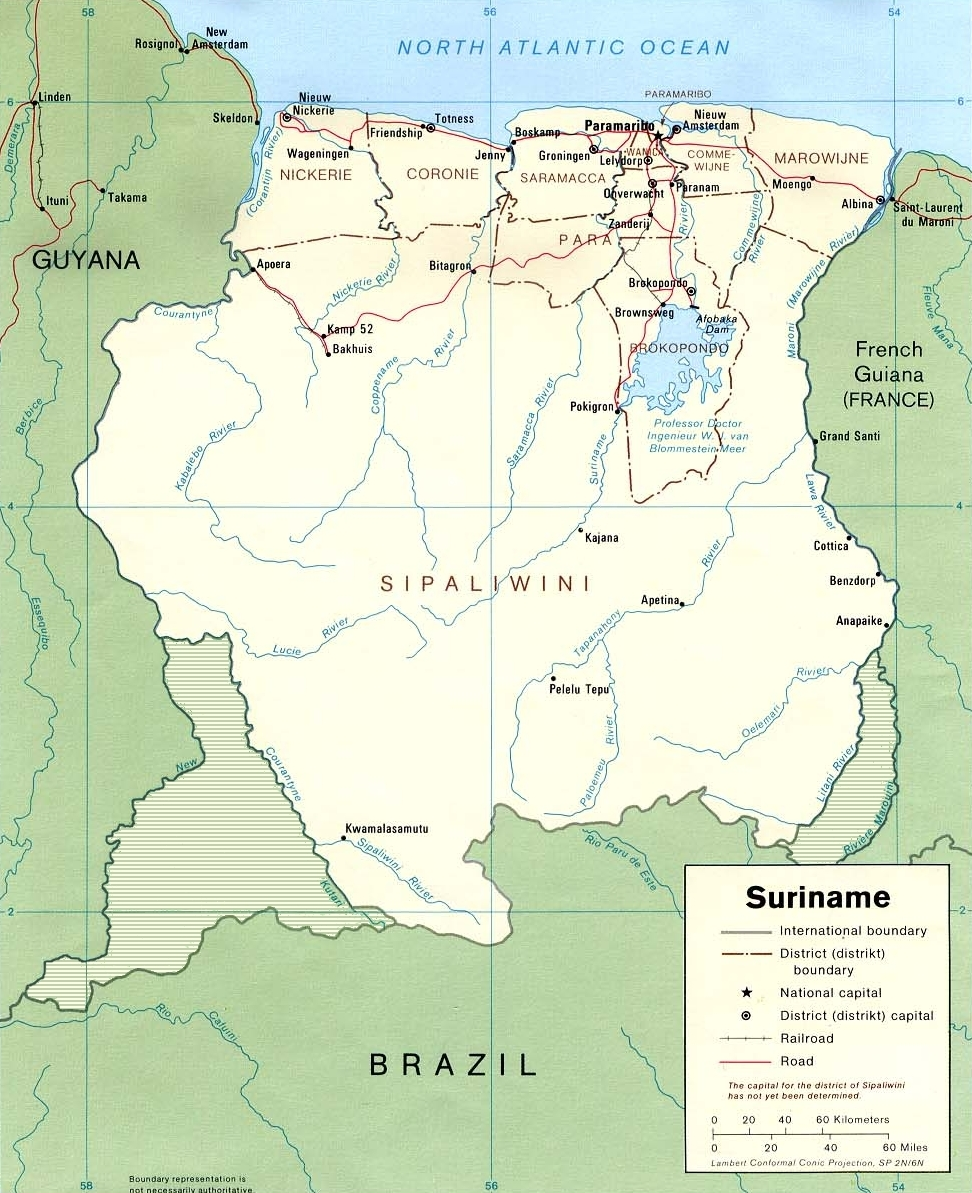
Karta över Surinam, med den omstridda delen av landet utmärkt öster om floden Litania.

Litani är en flod som utgör gränsen mellan Surinam och Franska Guyana. Den är en gren av den större floden Maroni. Gränsen är omstridd, då Surinam anser att även landet öster om floden tillhör dem.